# Trebnje
Trebnje (em alemão:  Treffen) é um município da Eslovênia. A sede do município fica na localidade de mesmo nome.
Em 26 de fevereiro de 2011, foi criado o município de Mirna, desmembrado do município de Trebnje.